# Fundusos
Els fundusos (grec antic: Φουνδοῦσοι, llatí: Phundusi) eren una tribu germànica esmentada per Claudi Ptolemeu que habitava el Quersonès Címbric (Jutlàndia), al nord de Germània, i vivien al nord dels cobands i els cals. Alguns autors els consideren la mateixa tribu que els sedusis, que esmenta Juli Cèsar.